# Donja Slabinja
Donja Slabinja (cyr. Доња Слабиња) – wieś w Bośni i Hercegowinie, w Republice Serbskiej, w gminie Kozarska Dubica. W 2013 roku liczyła 266 mieszkańców.